# Bolueta (métro de Bilbao)
Bolueta est une station des lignes 1 et 2 du métro de Bilbao, située dans le quartier de Bolueta de la commune de Bilbao dans la communauté autonome du Pays Basque.

## Situation sur le réseau
Établie en surface, la station Bolueta est située sur la section commune à la ligne 1 et la ligne 2 du métro de Bilbao. Elle est située entre : la station Etxebarri, terminus de la ligne 1 et en direction du terminus de la ligne 2 Basauri ; et la station Basarrate, en direction du terminus de la ligne 1 Plentzia et du terminus de la ligne 2 Kabiezes.
Située en zone tarifaire 1, elle dispose des deux voies, de la section commune, encadrées par deux quais latéraux.

Plan du métro.

## Histoire
La station est ouverte aux voyageurs le 5 juillet 1997, lors de la mise en service du prolongement sud de la ligne 1 de  Zazpikaleak/Casco Viejo à Bolueta.

## Services aux voyageurs

### Accès et accueil
Elle dispose de trois accès et est entièrement accessible.

### Desserte
Bolueta est desservie par des rames des lignes 1 et 2 du métro.

### Intermodalité
La station est en correspondance avec les lignes 30 et 40 du réseau des autobus urbains Bilbobus.